# مارتن مريديث
مارتن مريديث (بالإنجليزية: Martin Meredith)‏ هو مؤرخ وصحفي بريطاني، ولد في 1942.